# Sofia de Roumanie
 (novembre 2013).
Si vous disposez d'ouvrages ou d'articles de référence ou si vous connaissez des sites web de qualité traitant du thème abordé ici, merci de compléter l'article en donnant les références utiles à sa vérifiabilité et en les liant à la section « Notes et références ».
La princesse Sofia de Roumanie, née le 29 octobre 1957 au palais de Tatoï, Grèce, est la quatrième fille du roi Michel Ier.

## Biographie
Sofia est quatrième dans l'ordre de succession au trône de Roumanie selon les lois fondamentales de la famille royale de Roumanie. Sa sœur, la princesse Margareta, est l'héritière présomptive du trône depuis sa naissance (présomptive dans la mesure où la famille royale ne revendique pas de retour à la monarchie).
À la suite de la chute de la dictature communiste en Roumanie, elle devient vice-présidente de la fondation « Princesse Margareta de Roumanie » qui s’engage à assister le peuple roumain et en particulier les enfants dans leur lutte pour la récupération de leurs droits après des décennies de totalitarisme. Elle contribue au niveau international de la récolte de fonds pour les projets du FPMR, notamment aux États-Unis. 
Elle écrit son premier livre, une collection de contes pour enfants, publié à Bucarest en 1995, dont les profits sont versés à la Fondation, en faveur des enfants malades et défavorisés.
Sa passion pour la photographie date de l'enfance et est aujourd'hui son métier. Après ses études aux États-Unis, sa carrière professionnelle a débuté en 2007. La princesse habite en Bretagne depuis la même époque. 
En mai 2018, elle a reçu le prix international de Kotinos , en collaboration avec le « Philinathropy International Organisation » membre des Nations unies et l' « Organisation Saned International » pour l’excellence en photographie 2018.
En 2021, elle a annoncé qu'une nouvelle exposition de peintures aurait lieu en Pologne, intitulée « Le voyage de la princesse Sofia à travers la Roumanie ».
En mai 2023, elle est impliquée dans un accident à Bucarest. Il n'y a pas eu de victimes.
En 1998, la princesse Sofia épouse Alain Biarneix (né le 10 juillet 1957, à Nancy), avocat français, dont elle divorce en 2002. Ils ont une fille, Elisabeta-Maria Biarneix, née le 15 août 1999.

## Titulature
- 29 octobre 1957 - 10 mai 2011 : Son Altesse Royale la Princesse Sofia de Roumanie, Princesse de Hohenzollern-Sigmaringen (naissance) ;
- depuis le 10 mai 2011 : Son Altesse Royale la Princesse Sofia de Roumanie

- Maison de Roumanie: Chevalier Grand Croix de la Royale Ordre de la Couronne[6]